# کوه کرینچی
کوه کرینچی (به لاتین: Mount Kerinci) یک آتشفشان چینه‌ای و کوه در اندونزی است که در Kerinci واقع شده‌است. کوه کرینچی ۳٬۸۰۵ متر بالاتر از سطح دریا واقع شده‌است.